# Dottrina Stimson

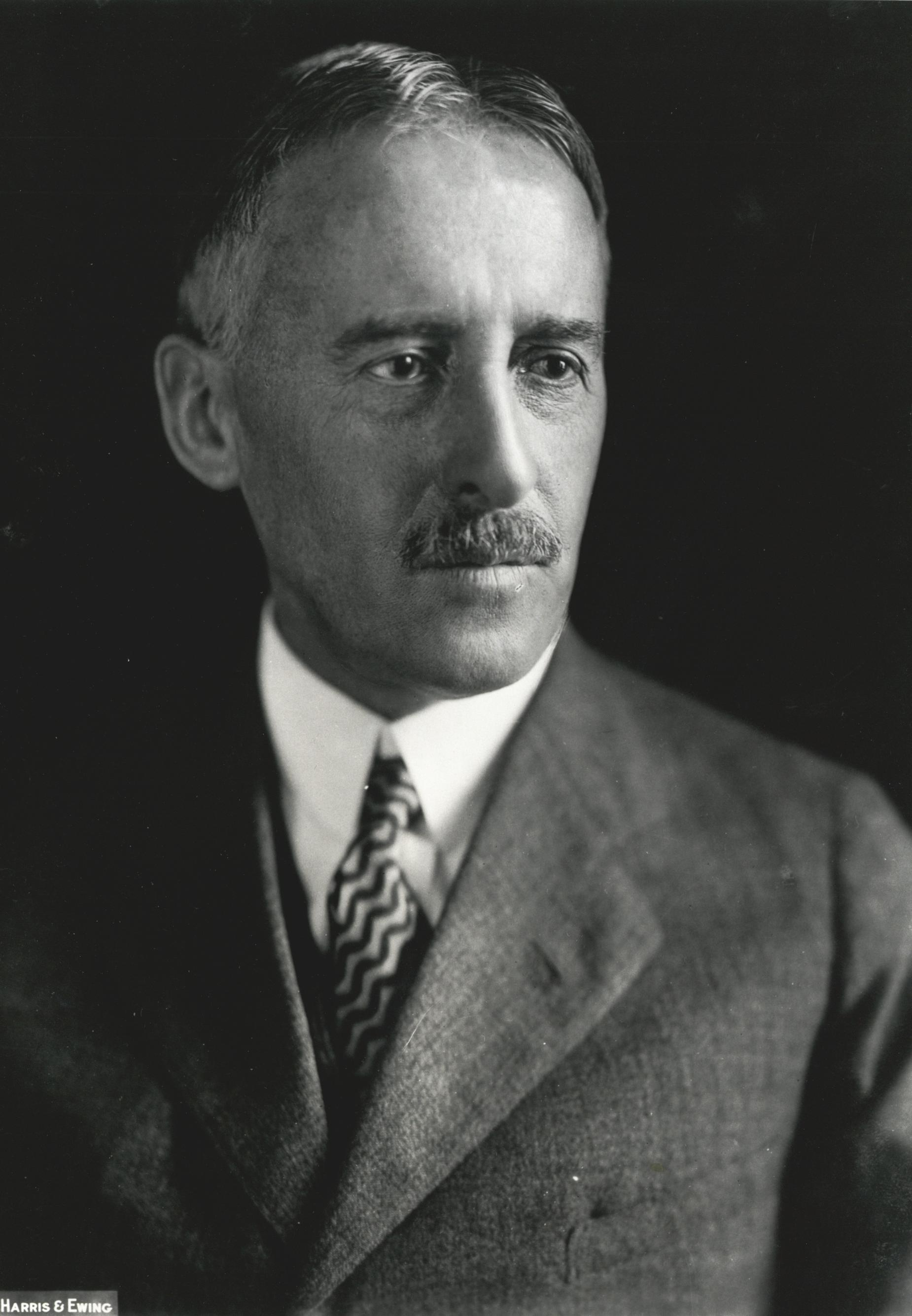
Il segretario di Stato americano Henry L. Stimson.

La dottrina Stimson fu una presa di posizione politica del Governo federale degli Stati Uniti d'America, annunciata il 7 gennaio 1932 in una nota indirizzata al Giappone e alla Cina, nella quale si affermava che gli Stati Uniti non avrebbero riconosciuto diplomaticamente alcuna annessione di territori effettuata con l'impiego della forza militare. Essa fu un'applicazione del principio ex injuria jus non oritur (Dall'ingiustizia non nasce il diritto). Mentre alcuni analisti hanno applicato tale dottrina in opposizione a governi generati da una rivoluzione, il suo utilizzo non è diffuso e la si invoca normalmente nel caso di violazione di trattati.
La "dottrina Stimson" prende il nome da Henry Lewis Stimson, segretario di Stato durante la presidenza Hoover (1929–1933).
Essa fu conseguenza della politica giapponese di occupazione militare, con decisione unilaterale, del territorio della Manciuria, nel nord-est della Cina, a seguito dell'incidente di Mukden, un attentato operato da ignoti, il 18 settembre 1931,  nella Manciuria meridionale. L'esplosione distrusse la ferrovia giapponese nei pressi di Mukden (oggi Shenyang).
Questa dottrina venne anche invocata dal sottosegretario di Stato americano Sumner Welles nella dichiarazione di Welles del 23 luglio 1940 che proclamava il non-riconoscimento dell'annessione manu militari da parte dell'Unione Sovietica degli Stati baltici e rimase la posizione ufficiale degli Stati Uniti fino a che Lituania, Lettonia ed Estonia non riacquistarono formalmente la loro indipendenza nel 1991.
In precedenza, già il presidente Woodrow Wilson si era rifiutato di riconoscere il governo rivoluzionario messicano nel 1913 e le 21 richieste del Giappone sulla Cina nel 1915.
L'invasione giapponese della Manciuria, nel tardo 1931 pose il segretario di Stato Henry M. Stimson in una difficile posizione: era evidente che il richiamo allo spirito del Patto Briand-Kellogg non avrebbe avuto alcun effetto su Cina e Giappone, mentre il segretario era per di più limitato dalla chiara indicazione del presidente Hoover che egli non avrebbe mai approvato sanzioni economiche come mezzo per ottenere la pace nell'Estremo Oriente.
Il 7 gennaio 1932 Stimson inviava due note identiche, rispettivamente a Cina e Giappone, che costituivano un approccio diplomatico come quello adottato dal precedente Segretariato nell'affrontare le crisi in nell'Estremo Oriente. Più tardi definita Stimson Doctrine, o talvolta Hoover-Stimson Doctrine, la nota recitava in parte come segue:
()
Stimson aveva affermato che gli Stati Uniti non avrebbero riconosciuto alcun cambiamento nella Cina, che avesse limitato i diritti americani emergenti da trattati nell'area e che la politica della "porta aperta" doveva essere mantenuta. La dichiarazione ebbe uno scarso effetto materiale sul mondo occidentale, che era oberato dalla grande depressione e il Giappone procedette nei suoi intenti con il bombardamento di Shanghai.
La dottrina venne criticata sostenendo che essa non avrebbe avuto altro effetto che alienarsi i Giapponesi.